# Listonosz (film)
Listonosz (wł. Il postino) – włosko-francusko-belgijski dramat obyczajowy z 1994 roku w reżyserii Michaela Radforda, zrealizowany na podstawie poematów Pablo Nerudy i powieści Ardiente Paciencia Antonia Skármety.

## Fabuła
Włochy, rok 1952. Na jedną z wysepek u wybrzeży Włoch trafia chilijski poeta Pablo Neruda, którego rząd wygnał z kraju. Lokalny poczmistrz jest przerażony liczbą listów skierowanych do poety. Wynajmuje więc Mario Rouoppolo jako prywatnego listonosza dla Pablo. Obaj zaczynają się przyjaźnić. Kiedy Mario zakochuje się w Beatrice, Pablo – niczym Savinien Cyrano de Bergerac – pomaga mu ją zdobyć, ucząc sztuki pisania wierszy miłosnych.

## Obsada
- Philippe Noiret jako Pablo Neruda
- Massimo Troisi jako Mario Ruoppolo
- Maria Grazia Cucinotta jako Beatrice Russo
- Linda Moretti jako Donna Ros
- Simona Caparrini jako Elsa Morante

## Produkcja
Zdjęcia kręcono na wyspie Procida (prowincja Neapol) oraz w Malfa na wyspie Salina (sycylijskie Wyspy Liparyjskie).

## Nagrody i nominacje
Oscary (1996):
- Oscar za najlepszą muzykę w filmie dramatycznym (Luis Bacalov)
  - nominacja za najlepszy film
  - nominacja za najlepszą reżyserię (Michael Radford)
  - nominacja za najlepszą pierwszoplanową rolę męską (Massimo Troisi)
  - nominacja za najlepszy scenariusz adaptowany (Anna Pavignano, Michael Radford, Furio Scarpelli, Giacomo Scarpelli i Massimo Troisi)